# Hew Fraser
Hew Thomson Fraser (* 25. Juli 1877 in Glasgow; † 11. August 1938 in Boat of Garten) war ein britischer Hockeyspieler.

## Karriere
Fraser besuchte zunächst die Tayport Public School und arbeitete später in der Lebensversicherungsbranche. Auf sportlicher Ebene war er zunächst Mitglied des Edinburgh Hockey Club. 1906 wurde er erstmals für die schottische Nationalmannschaft nominiert. Im Jahr 1908 nahm er an den Olympischen Spielen in London teil. Hier gewann er mit der schottischen Mannschaft die Bronzemedaille. Nach den Olympischen Spielen wechselte er den Verein und spielte fortan für den Carlton Hockey Club. 1910 wurde er zum Kapitän der schottischen Hockeynationalmannschaft benannt.
Während des Ersten Weltkriegs diente er als Kanonier in der Royal Garrison Artillery, später wurde er befördert. Nach dem Ende des Krieges zog er nach London und gründete dort das Versicherungsmaklerunternehmen H. T. Fraser & Co. Ltd. Im Alter von 44 Jahren spielte er nach wie vor Hockey – zu diesem Zeitpunkt für den West Herts Club.
Neben seinen sportlichen und beruflichen Aktivitäten engagierte sich Fraser auch politisch. Bei den Wahlen 1929 und 1935 kandidierte er für die Liberal Party im Wahlkreis Wood Green erfolglos für ein Mandat.